# Ото Ранк
Ото Ранк (на немски: Otto Rank) е австрийски психоаналитик, писател, преподавател и терапевт.

## Биография
Роден е на 22 април 1884 година във Виена като Ото Розенфелд. Той е един от близките колеги на Зигмунд Фройд за 20 години, плодотворен писател на психоаналитични теми, редактор на два от най-важните психоаналитични журнала по това време, творчески теоретик и терапевт.
Оженва се за Беата Ранк през 1918 г. През 1926, след като Фройд обвинява Ранк в „антиедипова“ ерес, той избира да напусне вътрешния кръг и да се премести в Париж с жена си Тола и новородената си дъщеря Хелене. За останалите 14 години от своя живот Ранк има невероятно успешна кариера като лектор, писател и терапевт във Франция и САЩ.

## Научна дейност
Опитът с пациентите води Ранк до теоретичните разработки, обединени в научния му труд, озаглавен „Травмата на раждането“. Идеята, че актът на раждането на индивида е прототип на по-късната тревожност е предложена по-рано от Фройд и Ранк смята, че собствените му разсъждения представляват последващо конструктивно развитие на психоаналитичната теория. Противоречието, родено от тази книга, води до изключването на Ранк от вътрешния кръг и в крайна сметка до противопоставянето неговия подход на подхода на психоанализата. Той разработва силно иновационна версия на това, което самият той нарича „Психоанализа на его-структурата“.
Ранк се отличава от повечето психоаналитични автори по степента, в която ползва исторически и антропологични източници. Тази ориентация откроява трудовете му, тя е най-оригиналното в тях. В същото време тази характеристика има тенденцията да отчуждава съвременния читател, тъй като се представя ранна и демодирана антропология. Толерантният читател обаче ще открие цяло богатство от идеи, които лесно могат да се пренесат в контекста на модерната научна мисъл.
Зрялото мислене на Ранк се основава на отхвърлянето на целта за механистично обяснение на човешкото поведение или опит чрез парадигмата на причината и ефекта, което се споделя от Фройд и от повечето академични психолози. Той иска да разработи алтернативен научен подход, изграден върху човека като доброволен интерпретатор на значението и инициатор на действието. В това отношение Ранк е предшественик на тенденции, които едва по-късно започват да се отнасят с подозрение към ортодоксалната психоанализа и академичната психология и става основата на такова огромно развитие, каквото представлява хуманистичната психология.

## Главни публикации по дата на първо публикуване
На български език:
- Творецът и неговата воля за безсмъртие. Литературен вестник, 18 – 24 май 1992, бр. 19, с. 1, 3.
- Живот и творчество. В: Кирова, М. (съст.). Психоанализа и литература. УИ „Св. Климент Охридски“, 1995, с. 62 – 92.
- Психоанализа и митология, Изд. Евразия, 1998

На други езици
| Година | Немско заглавие (настояще издание) | Английски превод (настояще издание) |
| ------ | --- | --- |
| 1907   | Der Künstler | The Artist |
| 1909   | Der Mythus von der Geburt des Helden (Turia & Kant, 2000, ISBN 3-85132-141-3) | The Myth of the Birth of the Hero (Johns Hopkins, 2004, ISBN 0-8018-7883-7) |
| 1911   | Die Lohengrin Sage [doctoral thesis] | The Lohengrin Saga |
| 1912   | Das Inzest-Motiv in Dichtung und Sage | The Incest Theme in Literature and Legend (Johns Hopkins, 1991, ISBN 0-8018-4176-3) |
| 1913   | Die Bedeutung der Psychoanalyse fur die Geisteswissenschaften [with Hanns Sachs] | The Significance of Psychoanalysis for the Human Sciences |
| 1914   | „Traum und Dichtung“ and „Traum und Mythus“ in Sigmund Freud's Die Traumdeutung | The Interpretation of Dreams eds. 4 – 7: „Dreams and Poetry“; „Dreams and Myth“ added to Ch. VI, „The Dream-Work.“ In Dreaming by the Book L. Marinelli and A. Mayer, Other, 2003. ISBN 1-59051-009-7 |
| 1924   | Das Trauma der Geburt (Psychosozial-Verlag, 1998, ISBN 3-932133-25-0) | The Trauma of Birth', 1929 (Dover, 1994, ISBN 0-486-27974-X) |
| 1924   | Entwicklungsziele der Psychoanalyse [с Шандор Ференци] | The Development of Psychoanalysis / Developmental Goals of Psychoanalysis |
| 1925   | Der Doppelgänger [written 1914] | The Double (Karnac, 1989, ISBN 0-946439-58-3) |
| 1929   | Wahrheit und Wirklichkeit | Truth and Reality (Norton, 1978, ISBN 0-393-00899-1) |
| 1930   | (Consists of Volumes II and III of „Technik der Psychoanalyse“: Vol. II, „Die Analytische Reaktion in ihren konstruktiven Elementen“; Vol. III, „Die Analyse des Analytikers und seiner Rolle in der Gesamtsituaton“. Copyright 1929, 1931 by Franz Deuticke.) | Will Therapy, 1929 – 31 (First published in English in 1936;reprinted in paperback by Norton, 1978, ISBN 0-393-00898-3)                                                                               |
| 1930   | Seelenglaube und Psychologie | Psychology and the Soul (Johns Hopkins, 2003, ISBN 0-8018-7237-5) |
| 1932   | Kunst und Künstler (Psychosozial-Verlag, 2000, ISBN 3-89806-023-3) | Art and Artist (Norton, 1989, ISBN 0-393-30574-0) |
| 1933   | Erziehung und Weltanschauung: Eine Kritik d. psychol. Erziehungs-Ideologie, München: Reinhardt, 1933 | Modern Education |
| 1941   | | Beyond Psychology (Dover, 1966, ISBN 0-486-20485-5) |
| 1996   | | A Psychology of Difference: The American Lectures [talks given 1924 – 1938; edited and with an introductory essay by Robert Kramer (Princeton, 1996, ISBN 0-691-04470-8)                              |